# جولیا روندون
جولیا روندون (ایتالیایی: Giulia Rondon؛ زادهٔ ۱۶ اکتبر ۱۹۸۷) بازیکن والیبال زن اهل ایتالیا است. وی در بازی‌های المپیک تابستانی ۱۹۷۶ شرکت کرده‌است.